# Gymnoscelis nigrostriata
Gymnoscelis nigrostriata là một loài bướm đêm trong họ Geometridae.